# Пьемонтская Википедия
Пьемонтская Википедия (пьем. Piemontèisa Wikipedia) — языковой раздел Википедии на пьемонтском языке.

## Статистика
По состоянию на 22:50 (UTC) 20 марта 2025 года раздел содержит 70 035 статей, занимая по этому параметру 91-е место среди всех языковых разделов.
В разделе зарегистрировано 29 269 участников, 4 из них имеют статус администратора; 37 участников совершили какие-либо действия за последние 30 дней; общее число правок за время существования раздела составляет 876 156.
Данный раздел использует принцип добросовестного использования (fair use). В настоящее время общее количество загруженных в раздел файлов составляет 1893.

## Влияние на язык
Википедия оказывает влияние на «деитальянизацию» пьемонтского языка. Так, был популяризован неологизм «ragna» в значении «всемирная паутина». На уровне морфем систематически предпочитаются приставки, не имеющие сходства с итальянскими.